# Lionel Plumenail
Lionel Plumenail   (Bordeus, 22 de gener de 1967) és un tirador d'esgrima francès, ja retirat, especialista en floret, guanyador de dues medalles olímpiques.
El 1996 va prendre part en els Jocs Olímpics d'Estiu d'Atlanta, on guanyà la medalla de plata en la prova del floret individual del programa d'esgrima. Quatre anys més tard, als Jocs de Sydney, disputà dues proves del programa d'esgrima. En la prova del floret per equips guanyà la medalla d'or, mentre en la de floret individual fou vint-i-novè.
En el seu palmarès també destaquen quatre medalles en el Campionat del món d'esgrima, dues d'or, una de plata i una de bronze, entre les edicions de 1997 i 1999, així com una medalla de bronze en el Campionat d'Europa d'esgrima de 1996.
Posteriorment fou entrenador d'esgrima, entre d'altres de l'equip femení francès de floret. El 2023 dimití del càrrec.